# Anton Haus
Anton Haus (Tolmin, 13. lipnja 1851. - Pula, 8. veljače 1917.), austrougarski mornarički časnik i veliki admiral.
Godine 1869. stupio je u austrougarsku ratnu mornaricu. Završivši Pomorsku akademiju u Rijeci na njoj je bio starješinom klase pitomaca i predavačem oceanografije (1886. – 1890.). Od 1874. u više navrata službovao je u Puli: 1908. kao pomoćnik lučkog admirala, a 1910. i 1911. – 1912. kao predsjednik Mornaričko-tehničkog odbora. Bio je zapovjednik ratne mornarice od 1913., kada je zapovjedništvo preneseno iz Beča u Pulu, sve do iznenadne smrti. 
Godine 1916. bio je promaknut u čin velikog admirala (Grossadmiral), najviši čin austrougarske ratne mornarice. Pokopan je na Mornaričkome groblju, a 1925. njegovi posmrtni ostatci premješteni su u Beč. Posmrtno je dobio odličje zapovjednika Reda Marije Terezije. Autor je priručnika Grundzüge der Ozeanographie und Maritimen Meteorologie (1891.).

## Više informacija
- Austrougarska ratna mornarica
- Hrvatski vojnik, podlistak "Admirali 20. stoljeća" - Anton Haus: Čuvar Jadranskog mora  Arhivirana inačica izvorne stranice od 4. prosinca 2013. (Wayback Machine)